# Blizna

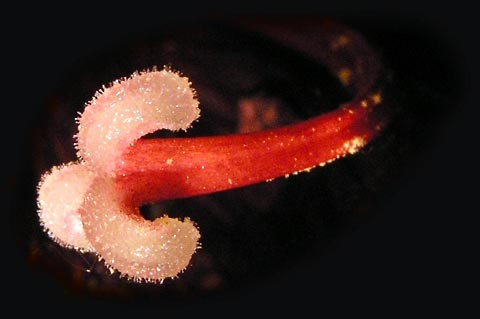
Blizna amarylisu, na obrázku bílá trojklaná část vlevo

Blizna (někdy stigma) je část pestíku v květech rostlin. Vyrůstá z čnělky a je chloupkatá nebo žláznatá. Slouží k zachytávání pylových zrn, která pak mohou začít prorůstat čnělkou do semeníku a oplodnit vajíčka.